# Новый Петергоф
Но́вый Петерго́ф — восточная часть муниципального образования «Город Петергоф», входящего в состав Петродворцового района Санкт-Петербурга. В нём находится одноименная железнодорожная станция.

## История

### XVIII век
Исторически расположен между Верхним садом и парком Александрией. Получил своё название ещё в XVIII веке, будучи противопоставлен Старому Петергофу — более раннему поселению дворцовых крестьян — строителей резиденции, до 1710-х годов планировавшейся западнее нынешнего Нижнего парка в районе нынешней Купеческой гавани. Там в 1700-х годах был построен деревянный дворец, первое упоминание о котором датируется донесением А. И. Репнина от 12 марта 1704 года. Этот первый скромный с виду одноэтажный деревянный петергофский дворец сохранялся вплоть до конца XVIII века, а уже в 1793 году И. Г. Георги описывает его как Марли.
Однако, в связи с переносом центра резиденции к востоку, на место современного Нижнего парка (отчасти из-за наличия на месте устья нынешнего Гаванского канала более удобной гавани, отчасти из-за приглянувшегося Петру I мыса, где теперь стоит первый из дошедших до нас петровских петергофских дворцов — Монплезир), понадобилась новое, более восточное поселение строителей резиденции. Оно возникло между нынешней Правленской улицей и проходящим вдоль границ Нижнего парка Александрийским шоссе (старинной трассой Петергофской дороги) и Петергофским шоссе и послужило основой Новому Петергофу.

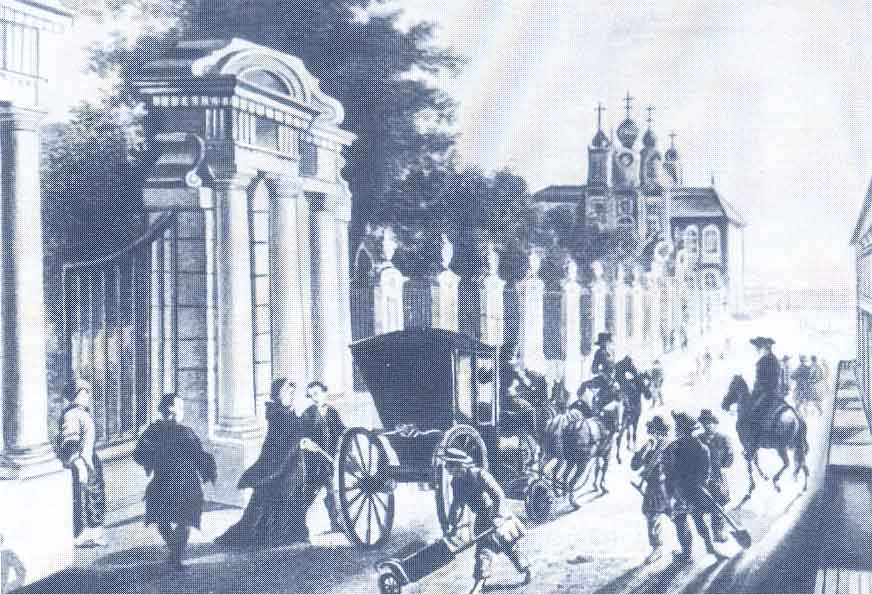
Екатерина II выходит из Верхнего сада на Правленскую улицу

Первоначально его жителями были лишь те, кто был непосредственно связан с царской резиденцией (титул императора Петр I получит незадолго до смерти). Поэтому Новый Петергоф вплоть до 1836 года носил название Малой Фонтанной слободы, будучи даже топонимически однозначно привязан к столице фонтанов. Более отдалённый от резиденции Старый Петергоф — Большая Фонтанная слобода, долгое время был многочислен из-за расположенной там Гранильной фабрики. Первыми поселенцами Нового Петергофа были дворцовые крестьяне, дворцовые служащие, управляющий резиденцией шведский помещик К. Арнандер. На территории Нижнего парка, против нынешней улицы Аврова долго сохранялась древняя мыза, где царь хранил садовые клубни. Наиболее подробное её описание дошло до нас в записках Бергхольца (1721 год).
Изначально поселение имело довольно хаотичную планировку, а составлявшие большинство её жителей государственные крестьяне вообще жили в землянках. Впервые чёткую планировку будущий Новый Петергоф получил в 1730-х годах благодаря М. Г. Земцову. Он перестроил ряд зданий, создав для петегофских государственных крестьян Мастеровой двор, а для придворных служащих — Кавалерский.
Облагороженная М. Земцовым Малая Фонтанная слобода развивалась трудами таких зодчих, как Ф. Растрелли, И. Яковлев, Я. Алексеев, Ф. Броуэр. Слобода укреплялась. Кроме служащих в ней стали селиться свободные люди, «обыватели». В конце XVIII века, в ней уже числилось 57 обывательских домов, а в 1801 году вдоль Правленской улицы сложился ансамбль первых каменных зданий.

### XIX в.
В первой четверти XIX века, слобода впервые перешагнула через Санкт-Петербургский проспект, протянувшись к югу вдоль восточного берега Ольгина пруда. Там сложился ансамбль Торговой площади с Гостиным двором, сгоревшим во время Великой Отечественной войны. Но и «тогда Петергоф не был тем Петергофом, который теперь обустроен…. …Дач в нем не было. Возле самого дворца были пустыри и рощицы». Так описывает современник Малую слободу 1818 года.
В 1824 году Александр I велел перестроить на казённый счёт 58 наиболее уродливых зданий по «образцовым проектам», разработанным В. Стасовым, В. Геста, Л. Руска. Последующее 30-летие отмечено наибольшим размахом строительства. В 1828—1830-х годах к югу от Санкт-Петербургского проспекта создавался комплекс казарм лейб-гвардии Уланского полка.  В 1830-е ведущим архитектором Нового Петергофа был А. Шарлемань, создавший в 1837-1840-х годах комплекс готических домов и городской ансамбль с пожарным депо перед Верхним садом. Рядом с ним в 1834-1836 годах построено два дома Тувелерова (эти жёлтые двухэтажные здания дошли до наших дней).
В 1836 году разрастающуюся Малую слободу переименовали в Санкт-Петербургский форштадт. В 1850 году ведущим архитектором стал Н. Бенуа, уже построивший Верхнесадский дом (1847 год) и Фрейлинские дома (палатки) (1848 год). Среди его последующих построек можно назвать: Дворцовый госпиталь (1853 год), почта (1854 год), железнодорожный вокзал (1857 год), конюшни (1852 год).

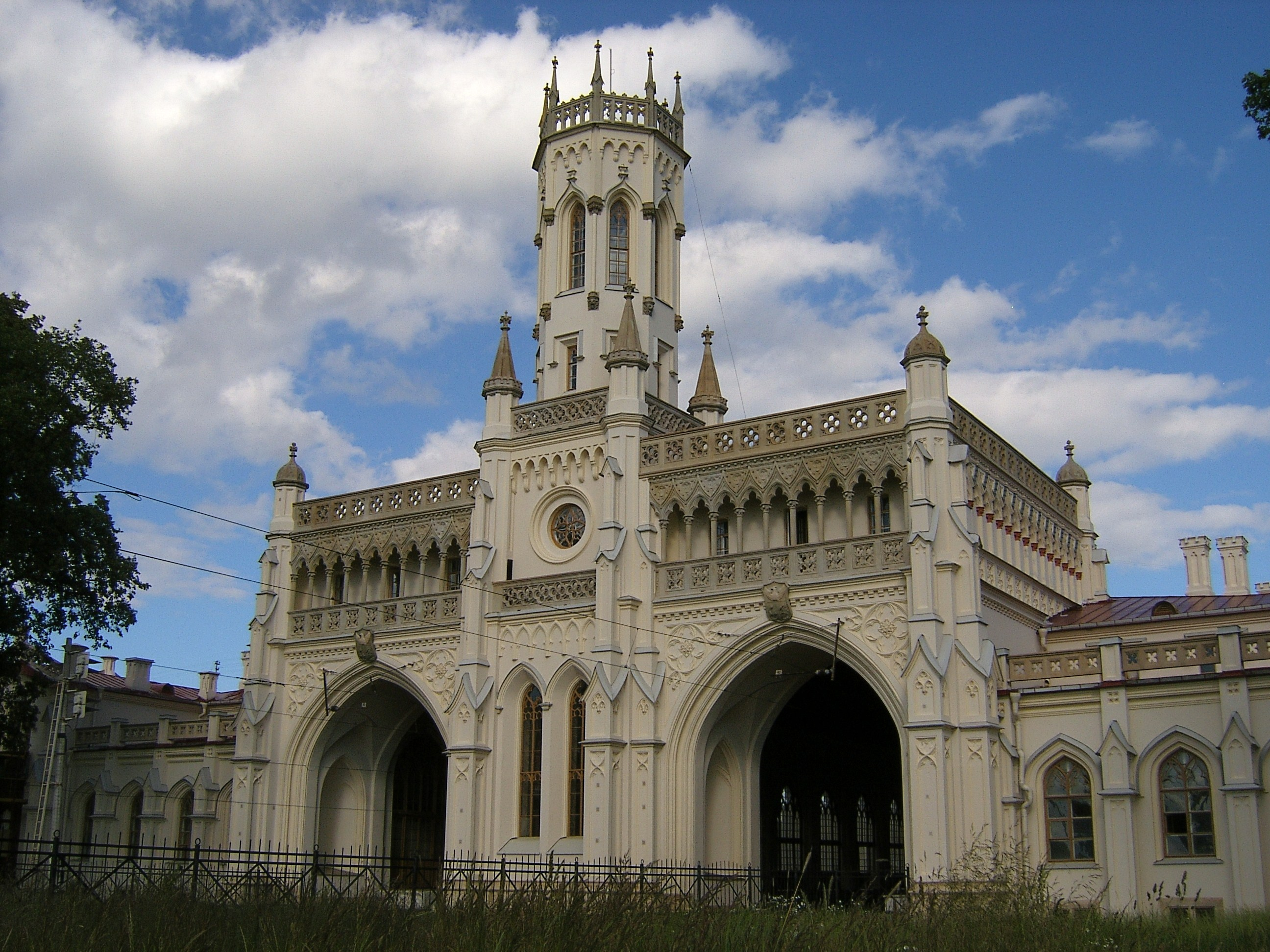
Новый Петергоф, вокзал

«Петергоф не узнаваем; он действительно делается красивым и великолепным». — писал ещё 5 июня 1837 года Николай I Х. А. Бенкендорфу.
В 1848 году получает статус уездного города и название Петергоф.
К середине XIX века город был застроен преимущественно частными особняками и дачами всевозможных стилей, владельцы которых строились на свой лад, не считаясь с окружающей застройкой. Пример тому — дача А. Ф. Гейрота, первого петергофского историка, построенная в 1850-е годы по проекту А. И. Штакеншнейдера.

### XX — начало XXI в

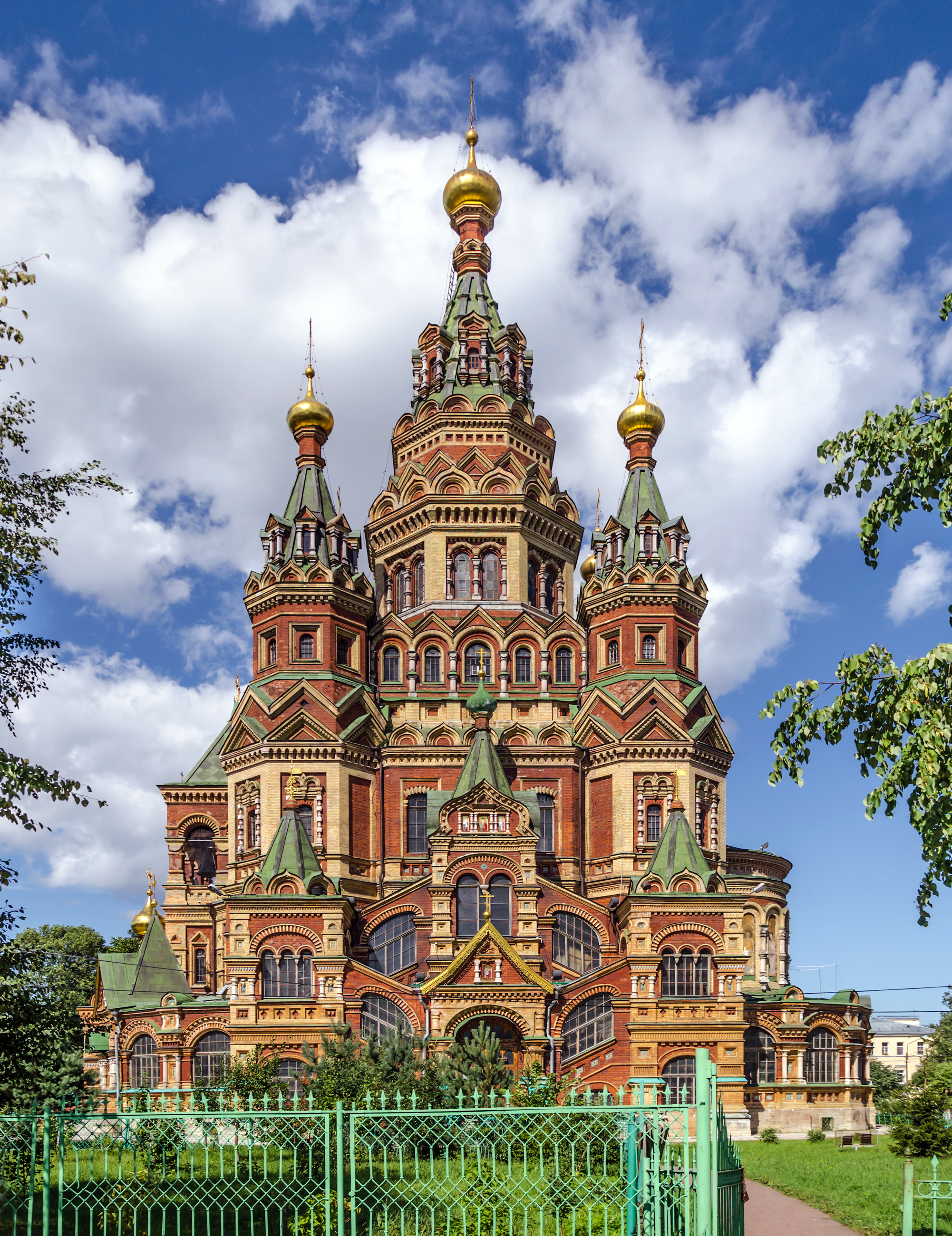
Новый Петергоф, собор Петра и Павла

В конце XIX столетия город пополнился двумя гимназическими зданиями (оба сохранились до нашего времени), а в 1905 году по проекту В. Султанова на берегу Ольгина пруда возвели собор св. Петра и Павла, а напротив него — небольшое здание церковно-приходской школы. Собор по проекту В. Султанова строил В. А. Косяков. Вознесшись на 70-метровую высоту, храм до сих пор остаётся высотной доминантой города.
Огромный ущерб городу нанесла германская оккупация 1941—1944 годов. Было утрачено много зданий, а на их месте вдоль нынешнего Санкт-Петербургского проспекта после 1945 г. строились новые, в стиле сталинского ампира. В 1960-1980-е годы город разросся к югу почти до железной дороги, поглотив старые деревянные дачи и Александровскую колонию.
С 2010—2011 гг. ведётся активная застройка территорий к югу от железной дороги.

## Список исторических улиц Нового Петергофа
- Улица Аврова
- Александрийское шоссе
- Улица Бородачева
- Дворцовая площадь
- площадь Жертв Революции
- Зверинская улица
- Лихардовская улица
- Константиновская улица
- Михайловская улица
- Никольская улица
- Озерковая улица
- Правленская улица
- Привокзальная площадь
- Самсониевская улица
- Санкт-Петербургский проспект
- Торговая площадь
- Торговая улица
- Эрлеровский бульвар